# Heeresfliegerbrigade 3
Die Heeresfliegerbrigade 3 (HFlgBrig 3) mit Sitz in Mendig war eine Brigade der Bundeswehr, die am 31. Dezember 2007 aufgelöst wurde und zuletzt keine Truppenteile mehr führte. Die Hubschrauberregimenter der Heeresfliegerbrigade 3 waren seit dem 1. Januar 2007 direkt der Division Luftbewegliche Operationen unterstellt.

## Wappen
Das Wappen zeigte einen weißen Greif mit rotem Blitz/Pfeil in den Krallen auf blauem Grund. Die Darstellung des Adlers ähnelte der Darstellung des Adlers im Divisionswappen der Division Luftbewegliche Operationen. Das kleine silberne Rad stand für die Transportaufgaben des Verbandes.

## Auftrag
Die Heeresfliegerbrigade 3 führte den Einsatz der Lufttransportkräfte des Heeres im Einsatzflugbetrieb für die Bedarfsträger der Streitkräfte sowie im erweiterten Aufgabenspektrum der Bundeswehr sowie für die Einsatzflugweiterbildung der Regimenter. Außerdem steuerte und koordinierte sie alle Maßnahmen der Materialwirtschaft bei fliegerischem Material der Heeresfliegertruppe.

## Geschichte
- März 1994: Auflösung Heeresfliegerkommando 3
- April 1994: Aufstellung der Heeresfliegerbrigade 3
- 1991–1996: Einsatz im Rahmen der UNSCOM-Mission im Irak
- 1993–1994: Einsatz im Rahmen der UNOSOM II-Mission in Somalia
- 1995: Feuerlöscheinsatz Attika, Griechenland
- 1995–1997: Einsatz im Rahmen der IFOR-Mission im ehemaligen Jugoslawien
- 1997–2002: Einsatz im Rahmen der SFOR-Mission im ehemaligen Jugoslawien
- März 1997: Evakuierungsoperation LIBELLE in Tirana, Albanien
- Juli 1997: Hochwasserhilfe Oderbruch
- 1998: Feuerlöscheinsatz Tanagra, Griechenland
- Juni 1998: Einsatz im Rahmen der Eisenbahnkatastrophe in Eschede
- ab 1999: Einsatz im Rahmen der KFOR-Mission im ehemaligen Jugoslawien
- Februar 1999: Einsatz im Rahmen der Lawinenkatastrophe in Galtür, Österreich
- seit 2002: Einsatz im Rahmen der ISAF-Mission in Afghanistan
- August 2002: Hochwasserhilfe beim Elbe Hochwasser
- 1. Oktober 2002: Heeresfliegerbrigade 3 wird der neu aufgestellten DLO unterstellt
- August 2005: Hochwasserhilfe in Bayern
- 2007: Auflösung

## Kommandeure
- April 1994 – September 1998: Hans-Dietrich Kams